# Cyanotoxin

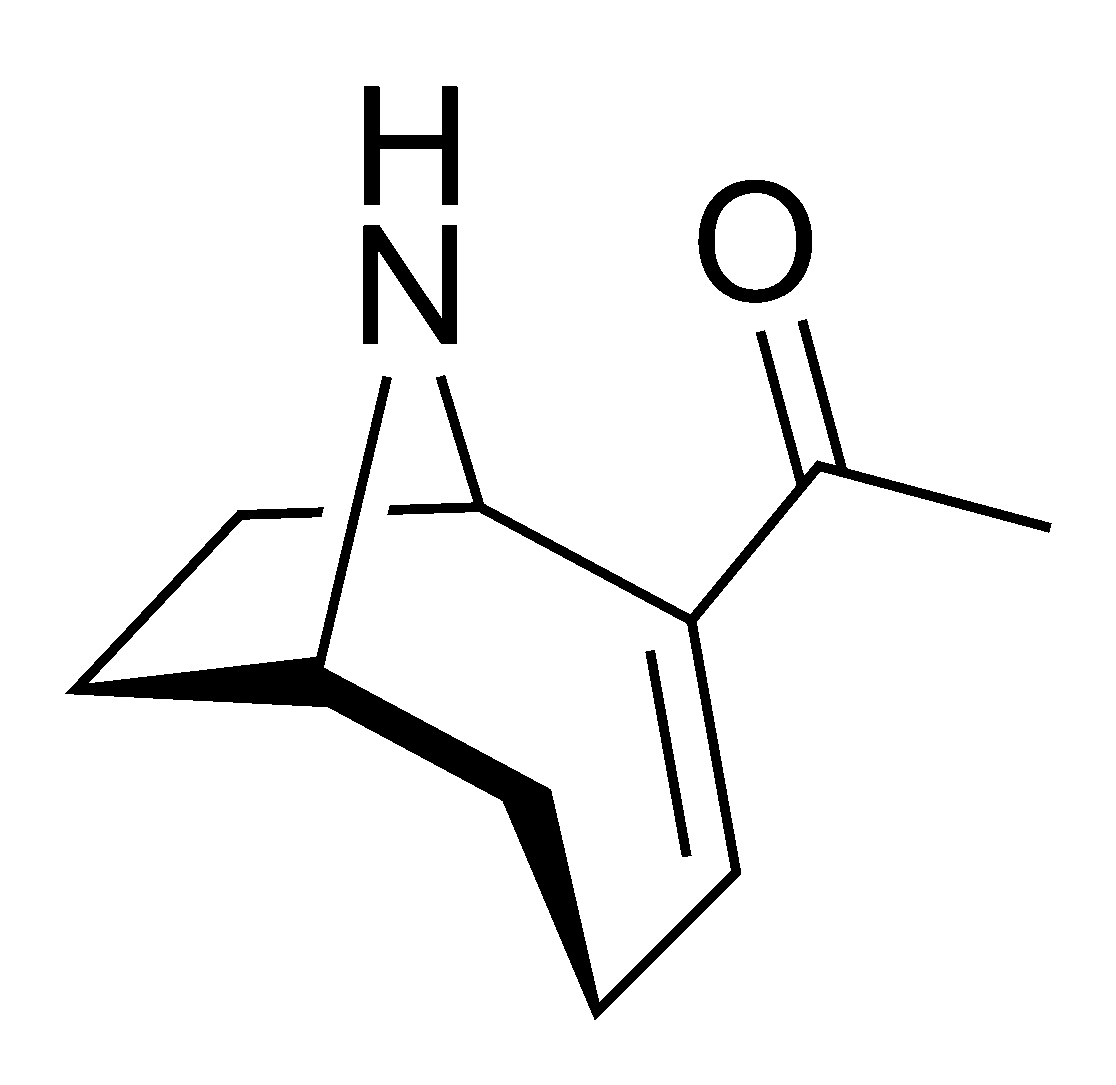
Anatoxin-a zabíjí myši již v koncentraci 20 mg/kg živé hmotnosti (letální dávka LD_{50})

Cyanotoxiny jsou toxiny produkované sinicemi. Mohou působit problémy zejména při přemnožení sinic („vodní květ“).

## Role cyanotoxinů

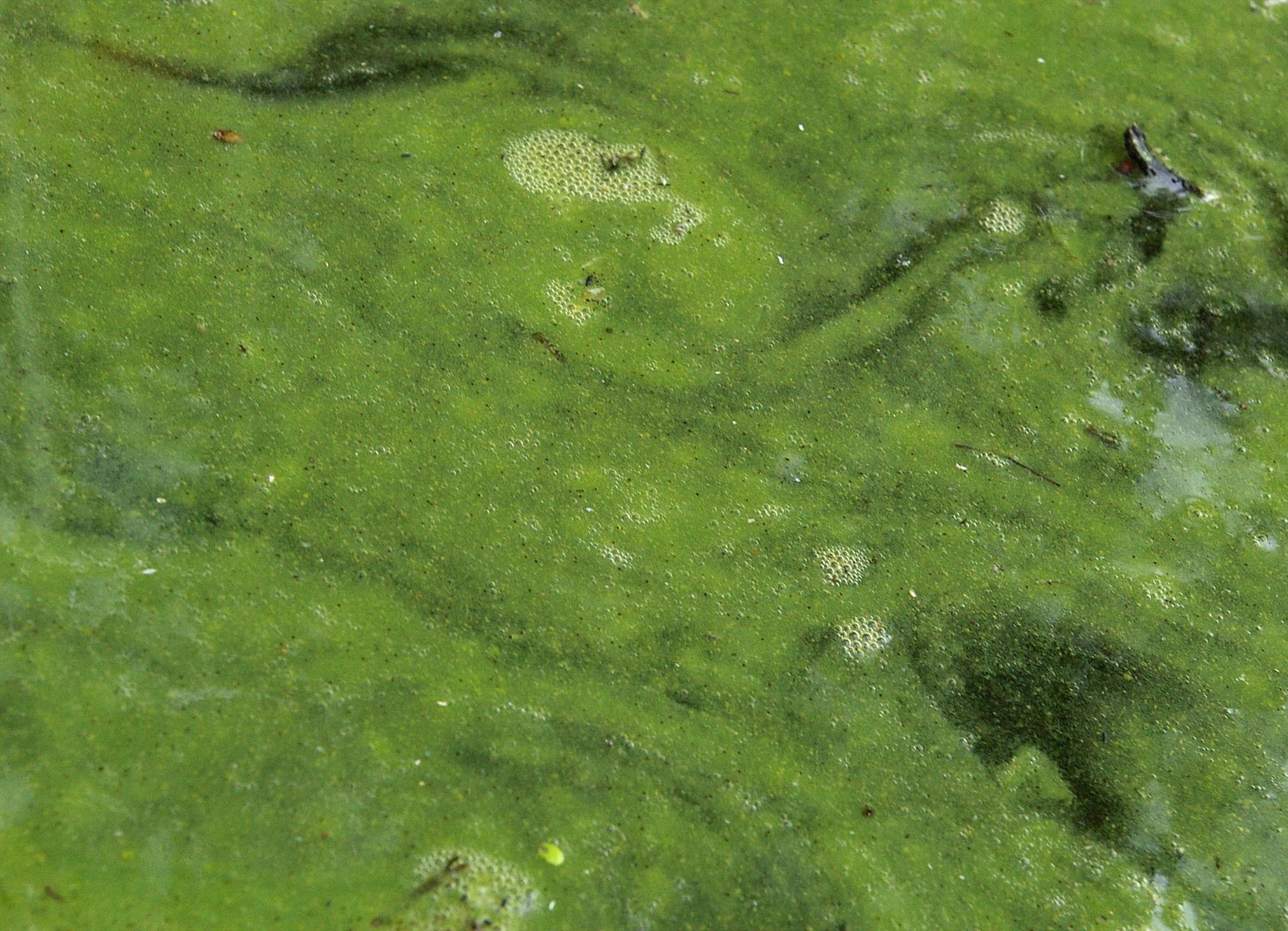
Při vzniku vodního květu možná sinicím pomáhají právě cyanotoxiny

Existuje více možných vysvětlení, proč sinice tyto toxiny produkují. Jedna skupina názorů jim přisuzuje strukturní či metabolickou funkci, tzn. že představují zásobní látky, podílejí se na chelataci železa, a podobně. Také však mohou představovat signální molekuly ke komunikaci. Podle další hypotézy slouží cyanotoxiny přímo za účelem potlačení růstu konkurenčních fotoautotrofních organismů. Je totiž známo, že v období rozvoje vodního květu dochází k výrazné dominanci sinic nad vyššími rostlinami a řasami, jako jsou skrytěnky, rozsivky či zelené řasy. Takový efekt by pak mohl být označován jako alelopatie.
Cyanotoxiny opravdu mnohdy účinkují jako alelopatické látky. Konkrétním příkladem jsou cyanobakteriny či nostocyklamid. Z cyanotoxinů nebezpečných pro člověka mají alelopatické účinky pravděpodobně mikrocystiny. Ty jsou přijímány do těl vodních vyšších rostlin a mají pro ně široké spektrum negativních účinků, počínaje inhibicí růstu a fotosyntézy a konče nárůstem koncentrace kyslíkových radikálů v rostlinném těle.

## Otravy
Z historické literatury je známa především řada případů otrav dobytka a lovné zvěře, například sinicemi Aphanizomenon flos-aquae, Anabaena flos-aquae a Microcystis aeruginosa. V Evropě působí největší starosti především sinice z rodů Microcystis a Planktothrix. Udává se, že případů otrav zvěře v přírodě přibývá. Byla dokonce zaznamenána i lidská úmrtí přičítaná cyanotoxinům.
Zajímavá je teorie o vymření několika velkých savců v pleistocénu, které bývá na základě chemických rozborů fosílií přičítáno rovněž cyanotoxinům.

## Klasifikace cyanotoxinů

### Podle chemické struktury
Z chemického hlediska se rozlišují cyanotoxiny na bázi alkaloidů, cyklické a lineární peptidy a lipopolysacharidy.

### Podle biologické aktivity
Podle biologické aktivity je možné cyanotoxiny dělit na:
- hepatotoxiny (toxické pro činnost jater),
- neurotoxiny (toxický účinek na nervový systém),
- imunotoxiny (negativně ovlivňují imunitní systém),
- imunomodulanty (alergenní vliv, podnícení závažnějších autoimunitních chorob, a podobně),
- mutageny a genotoxiny (způsobují mutace DNA, často schopné vyvolat rakovinu),
- embryotoxiny (toxické pro embryo),
- cytotoxiny (toxické pro buňky bakterií, řas či např. lidské buňky)

## Známé cyanotoxiny

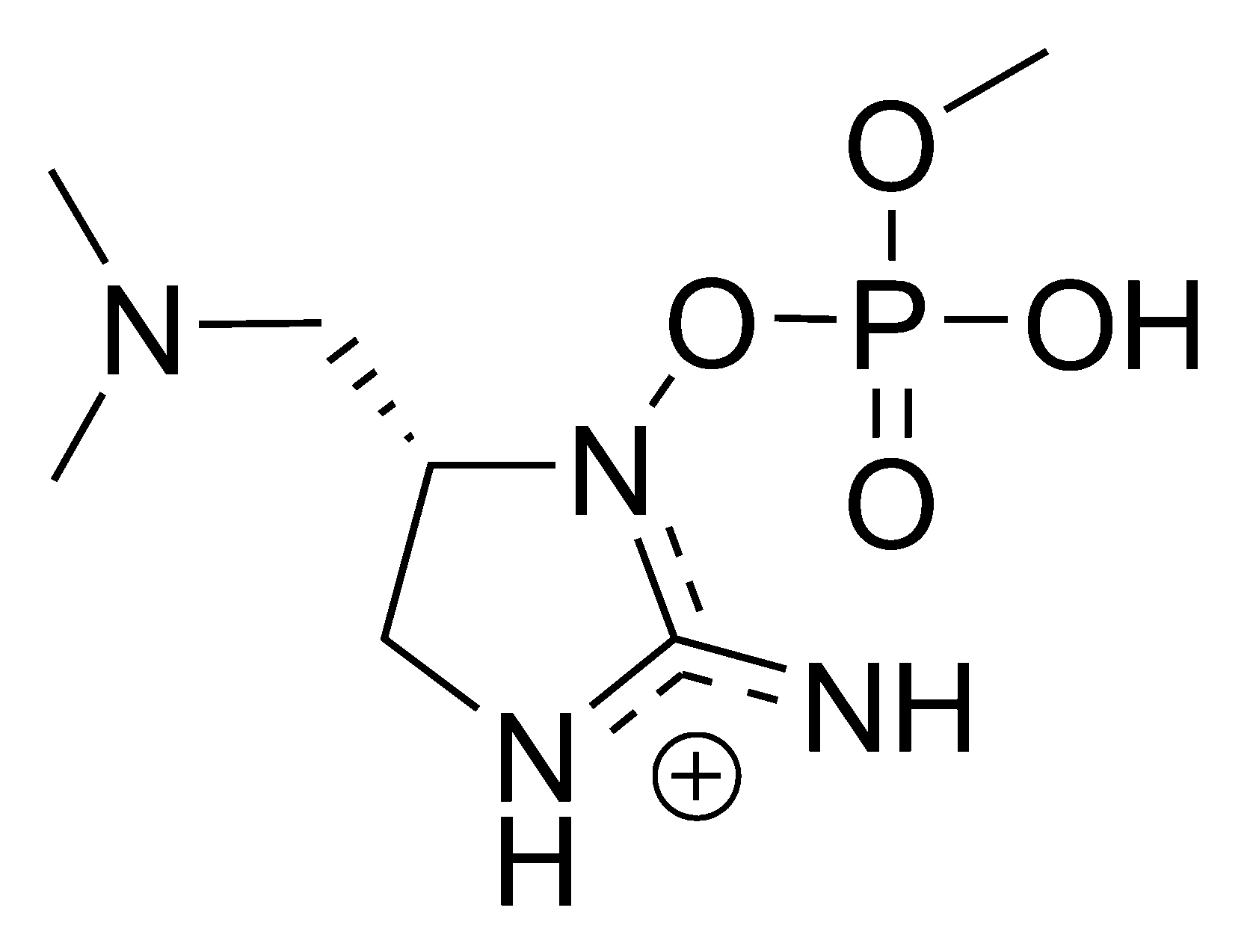
Anatoxin-a(S)
Aplysiatoxin
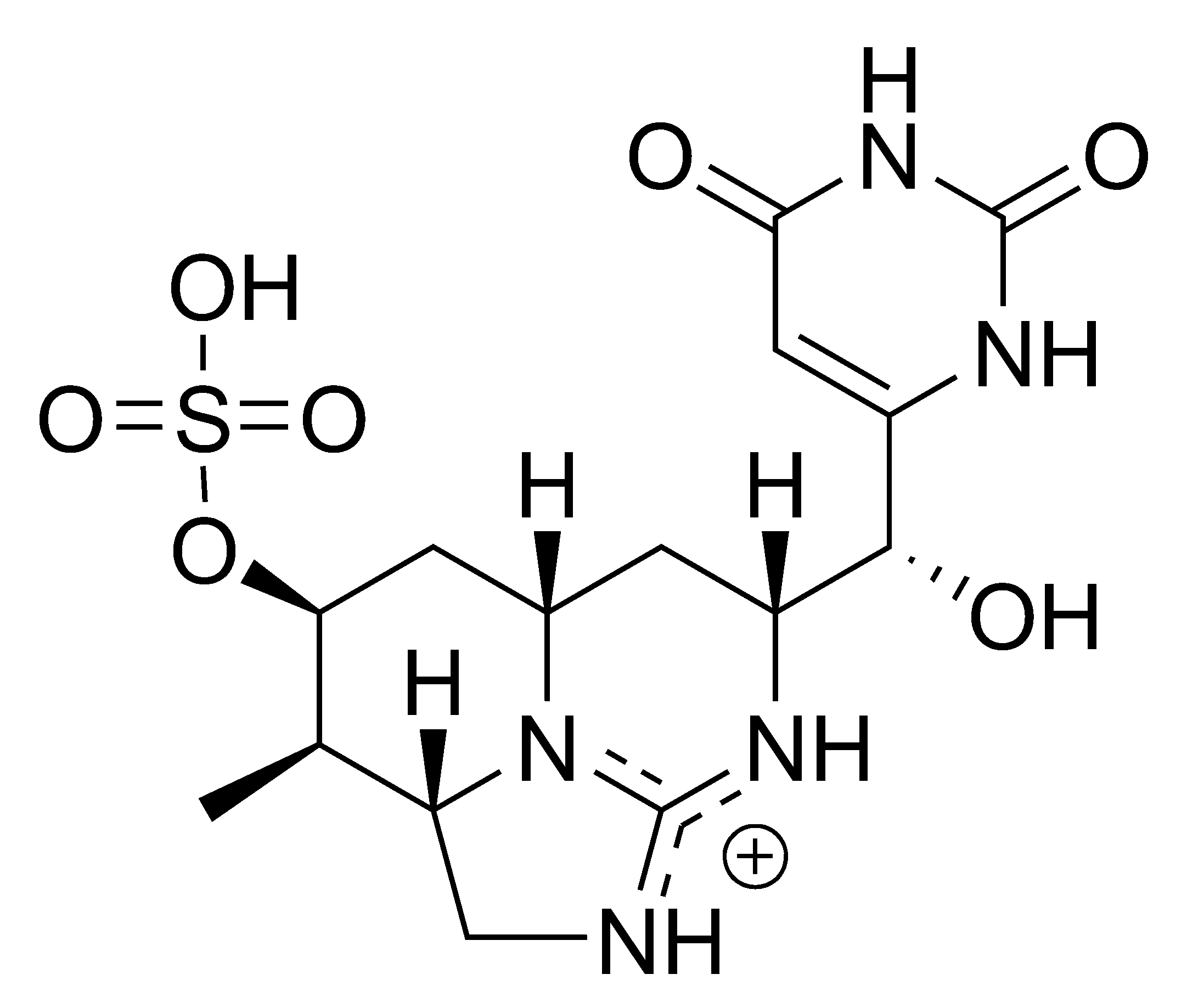
Cylindrospermopsin
Mikrocystin LR
Nodularin R
Saxitoxin
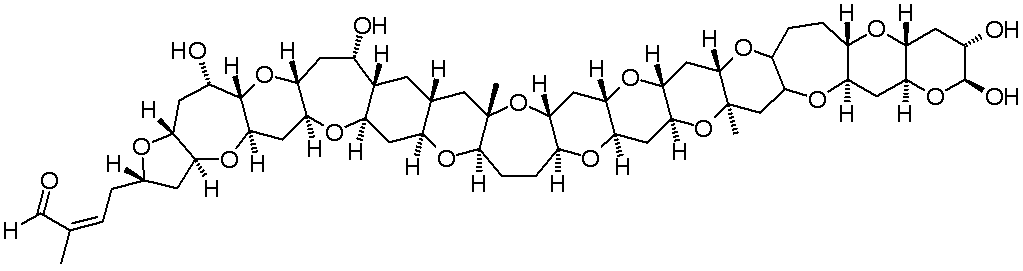
Gymnocin A
Kyselina domoová